# Congresso Europeu de 1948
Congresso Europeu de 1948 foi um encontro entre líderes europeus no Pós-Guerra.

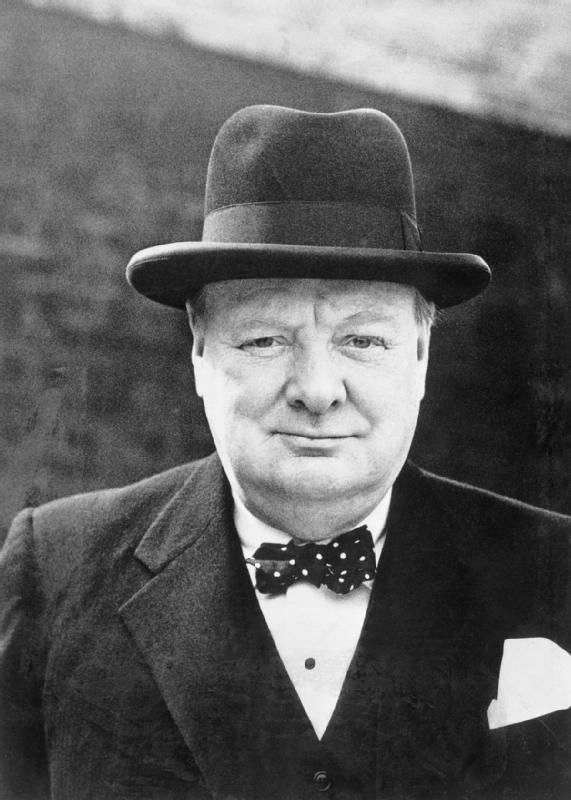
Winston Churchill

As raízes históricas do movimento político e social que deu origem à União Europeia remontam à Segunda Guerra Mundial. 
Os europeus queriam assegurar-se de que a loucura assassina e a vaga de destruição que caraterizaram a segunda guerra mundial nunca mais se repetiriam.
Neste contexto, durante os anos iniciais do pós-guerra, foi procurada uma senda de atuação que permitisse quer a manutenção da paz – objetivo primordial, quer a recuperação económica dos países Europeus, assim como a reconstrução dos países beligerantes. Especial relevância, neste último aspeto, foi assumida pelos Plano Marshall e pelo papel desempenhado por Winston Churchill ao defender a mobilização anticomunista de acordo com o seu discurso feito em Fulton, no Missouri, em 5 de março em 1946, no qual o ex-primeiro ministro britânico, no discurso “Sustentáculo da paz”, denunciou o Comunismo Soviético por estender uma Cortina de Ferro,
sobre a área por si ocupada na Europa, incitando os poderes anglo-saxões, a Grã-Bretanha e os Estados Unidos, a enfrentarem-na.
Em 1 de Janeiro de 1948, entra em vigor da Convenção Aduaneira entre a Bélgica, o Luxemburgo e os Países Baixos. No mesmo ano, em 17 de Março, dá-se a assinatura do Tratado da União Ocidental (Tratado de Bruxelas) pela Bélgica, França, Luxemburgo, Países Baixos e Reino Unido. A seguir, em 16 de Abril, é criada a Organização de Cooperação Económica Europeia (OECE) para coordenar o Plano Marshall. 
No mesmo ano, entre 7 e 11 de Maio, sob a égide do comité de coordenação internacional dos movimentos para a unificação da Europa, reúne-se em Haia, Países Baixos, o Congresso Europeu. Presidido por Winston Churchill e na presença de 800 delegados os participantes recomendam a criação de uma Assembleia deliberativa europeia e de um Conselho europeu especial, encarregues de preparar a integração económica e política dos países europeus. Preconizam igualmente a adoção de uma carta dos direitos do homem e a criação de um Tribunal de Justiça com vista a assegurar a sua aplicação. 
É de referir que Winston Churchill, já anteriormente tinha impulsionado a criação do movimento Europa Unida, a favor de uma cooperação intergovernamental, tendo sido também um dos primeiros a referir, num discurso pronunciado na Universidade de Zurique, a criação duma "espécie de Estados Unidos da Europa", assumindo claramente a faceta de supranacionalidade uma importância marcante no processo por ele preconizado.

## O Congresso
O Congresso da Europa, considerado por muitos como o primeiro momento federal da história europeia, foi realizado em Haia, entre 07 e 11 maio de 1948. Participaram 750 delegados provenientes de toda a Europa, assim como observadores do Canadá e Estados Unidos.
Este Congresso reuniu representantes de um amplo espectro político, proporcionando-lhes a oportunidade de discutir ideias sobre o desenvolvimento da cooperação no âmbito da política europeia. Participaram importantes figuras políticas como Konrad Adenauer, Winston Churchill, Harold Macmillan, Sir David Maxwell-Fyfe, Pierre-Henri Teitgen, François Mitterrand (os dois ministros no governo de Robert Schuman), três ex- primeiros-ministros franceses, Paul Reynaud, Édouard Daladier e Paul Ramadier, assim como Paul van Zeeland, Albert Coppé e Altiero Spinelli .
Um vasto leque de filósofos, jornalistas, líderes religiosos, advogados, professores, empresários e historiadores assumiram igualmente um papel ativo no Congresso. Foi lançado o apelo para uma união política, económica e monetária da Europa. Esta conferência de referência deveria assumir uma profunda influência sobre a forma do Movimento Europeu que foi criado logo em seguida.
O estadista espanhol Salvador de Madariaga (1886-1978)propôs neste Congresso a criação de um Colégio da Europa. Este seria um colégio onde os graduados universitários de diversos países, os quais recentemente tinham estado em guerra uns com os outros, poderiam estudar e viver em conjunto. Nesta senda surgiu posteriormente, o Centro Europeu da Cultura, que é inaugurado, em Genebra, a 7 de Outubro de 1950 - altura em que Denis de Rougemont fundou uma organização independente de pesquisa em Genebra conhecida como o Centro Cultural Europeu - pareceu-lhe um momento oportuno também para convocar um "clube europeu" de funcionários influentes e comprometidos com a unificação da Europa, com o objetivo de formar uma base cultural europeia. O escritor suíço Denis de Rougement consagrar-lhe-á o essencial das suas forças, dinamizando-o com a organização de inúmeros eventos culturais, e dirigindo-o até à data da sua morte. Desejoso de o tornar integralmente independente de qualquer ideologia política origina a criação da Fundação Europeia da Cultura (ECF - European Cultural Foundation),presidida inicialmente por Robert Schuman. Esta fundação desenvolveu ao longo do tempo um papel importantíssimo na rede europeia de formação e investigação, e mais concretamente na formação dos jovens europeus e na sua mobilidade – o programa ERASMUS surgiu no seu seio e do mesmo já desfrutaram mais de um milhão de Jovens europeus.
O Congresso também discutiu a futura estrutura e o papel do Conselho da Europa. Teitgen e Maxwell-Fyfe foram elementos fundamentais na criação da Convenção dos Direitos do Homem e das Liberdades Fundamentais no Conselho da Europa. 
Na sequência das recomendações do Congresso Europeu de 1948, as nações da Europa Ocidental criaram o Conselho da Europa em 1949. Tratou-se de um primeiro passo para uma cooperação que seis desses países (França, República Federal da Alemanha, Itália, Bélgica, Países Baixos e Luxemburgo) desejavam aprofundar.
O Conselho da Europa foi fundado em 1949, sendo estabelecido pelo e tendo como subscritores iniciais dez países: Bélgica, Dinamarca, França, Irlanda, Itália, Luxemburgo, Holanda, Noruega, Suécia e Reino Unido. Atualmente o Conselho da Europa encontra-se localizado em Estrasburgo e compreende 47 países, continuando a assumir-se na senda dos seus objetivos iniciais: a promoção da Democracia e a proteção dos Direitos Humanos, assim como a promoção da europa integrada como uma Entidade de Direito. Trata-se de uma organização separada da União Europeia – no entanto, nunca nenhum país integrou a União Europeia sem antes ser membro do Conselho da Europa.
Na génese do Conselho da Europa continuou a ser preponderante o papel de Winston Churchill, que apelou à “construção da casa/lar comum da Europa” – papel que deveria ser desempenhado por esta instituição.
O Congresso forneceu os meios para alavancar a opinião pública para a unidade da Europa. Em 20 de julho de 1948, na reunião de ministros da União da Europa Ocidental, em Haia, o ministro do Exterior de Schuman, Georges Bidault, propôs a criação de uma Assembleia Europeia (que surgiria depois no Conselho da Europa) e uma união aduaneira e econômica (a surgir também posteriormente, e as duas comunidades dos Tratados de Roma).
As conclusões do Congresso tornaram-se política do governo francês e, em seguida, o objeto da política governamental Europeia.